# マチュー・ベルソン
マチュー・ベルソン（Mathieu Berson 、1980年2月23日 - ）は、フランス・ヴァンヌ出身の元プロサッカー選手。現役時代のポジションはMF。

## 経歴

### クラブ
地元クラブでプレーを始め、1994年にFCナントのアカデミーに入団。1999年11月28日のディヴィジオン・アン・CSスダン・アルデンヌでトップチームデビュー。その後は4シーズンに渡って主力を担い、2000-01シーズンにはリーグ制覇を経験した。
2004年夏、プレミアリーグ・アストン・ヴィラFCに移籍したが、レギュラー獲得に失敗し、翌シーズンはレンタルでフランスに戻った。
2006年夏、ラ・リーガのレバンテUDに移籍。2シーズン主力としてプレーした後、2008年にトゥールーズFCに移籍。
2010年夏、クラブの予算削減の煽りを受けトゥールーズを退団。その後しばらく所属クラブが見つからなかったが、2011年6月にユース時代を過ごした故郷のヴァンヌOCに加入した。

### 代表
U-21代表歴があり、2002年にUEFA U-21欧州選手権に参加した。

## タイトル
ナント
- ディヴィジオン・アン: 2000-01
- クープ・ドゥ・フランス: 1999-00
- トロフェ・デ・シャンピオン: 2001